# Fliegerhorst Neubiberg

i7
i11
i13

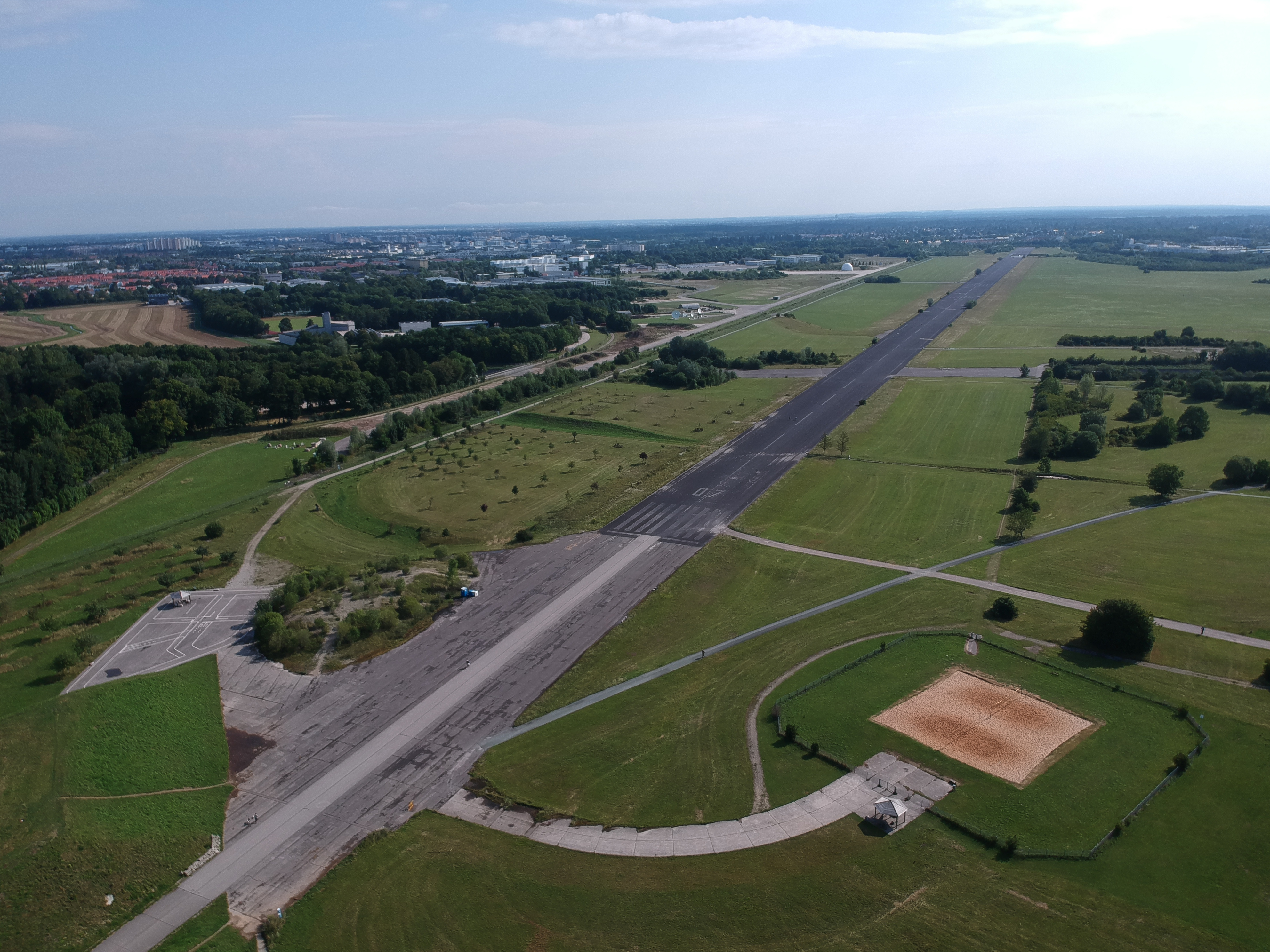
Luftaufnahme von Südwesten, 2019

Der Fliegerhorst Neubiberg ist ein ehemaliger Fliegerhorst im Süden von München.

## Lage
Der Fliegerhorst lag auf dem Gebiet der Gemeinden Neubiberg und Unterhaching. Den westlichen Teil der Start- und Landebahn kreuzt die Autobahn München–Salzburg, die hier im dafür errichteten Tunnel Neubiberg verläuft.

## Geschichte
Der Flugplatz wurde unter dem Namen Flugplatz München Süd 1933 eröffnet und militärische Fliegerausbildung durch den Deutschen Luftsportverband durchgeführt. Zwischen 1935 und 1945 wurde der Flugplatz von der Luftwaffe genutzt. Ende der 40er Jahre musste für den Einsatz der amerikanischen F-84 die Startbahn verlängert werden. Dazu wurde am östlichen Ende die Rosenheimer Landstraße in einem Bogen um mehrere hundert Meter verlegt, und am westlichen Ende die Trasse der Autobahn München – Rosenheim unterbrochen, die eine Umfahrungsstraße als Ersatz erhielt. Erst sehr viel später wurde der Flugplatz untertunnelt. Die folgende Tabelle zeigt eine Auflistung ausgesuchter fliegender aktiver Einheiten (ohne Schul- und Ergänzungsverbände) der Luftwaffe der Wehrmacht, die hier zwischen 1940 und 1945 stationiert waren.
| Von            | Bis            | Einheit                                                                    | Ausrüstung                                                 |
| -------------- | -------------- | -------------------------------------------------------------------------- | ---------------------------------------------------------- |
| November 1940  | Dezember 1940  | III./ZG 26 (III. Gruppe des Zerstörergeschwaders 26)                       | Messerschmitt Bf 110                                       |
| März 1942      | Mai 1942       | I./ZG 1                                                                    | Messerschmitt Bf 110                                       |
| Mai 1943       | Juni 1943      | I./JG 77                                                                   | Messerschmitt Bf 109G-4 trop, Messerschmitt Bf 109G-6 trop |
| September 1943 | Dezember 1943  | IV./JG 3                                                                   | Messerschmitt Bf 109G-6                                    |
| August 1943    | Dezember 1943  | II./JG 51                                                                  | Messerschmitt Bf 109G-6                                    |
| September 1943 | Mai 1944       | I./JG 301                                                                  | Messerschmitt Bf 109G-6                                    |
| Januar 1944    | April 1944     | II./ZG 76                                                                  | Messerschmitt Bf 110G-2                                    |
| April 1944     | April 1940     | III./JG 26                                                                 | Messerschmitt Bf 109G-6                                    |
| Juni 1944      | September 1944 | I./NJG 6                                                                   | Messerschmitt Bf 110G-4                                    |
| August 1944    | September 1944 | II./KG 26                                                                  | Junkers Ju 88A-17, Junkers Ju 88A-4 LT                     |
| Dezember 1944  | Februar 1945   | Stab, 1., 2./FAGr. 5 (Stab, 1. und 2. Staffel der Fernaufklärungsgruppe 5) | Junkers Ju 290A-5, Junkers Ju 290A-7                       |
| Dezember 1944  | April 1945     | V./NJG 2                                                                   | Junkers Ju 88G-6                                           |
| Januar 1945    | April 1945     | IV./NJG 6                                                                  | Junkers Ju 88G-6                                           |
| Februar 1945   | April 1945     | III./NJG 6                                                                 | Messerschmitt Bf 110G-4                                    |
| Februar 1945   | April 1945     | 2./FAGr. 1                                                                 | Junkers Ju 188                                             |
| April 1945     | April 1945     | TGr. 30 (Transportgruppe 30)                                               | Heinkel He 111H                                            |

Nach dem Zweiten Weltkrieg war der Flugplatz zunächst als Airfield R.85 und später unter dem Namen Neubiberg Air-Base ein Stützpunkt der United States Air Forces in Europe. Die Basis war von Oktober 1950 bis November 1952 Heimatstützpunkt des mit F-84E ausgerüsteten 86th Fighter Bomber Wing. Zwischen 1952 und 1955 diente Neubiberg Air Base phasenweise als Ausweichplatz zunächst für RF-80 und später für C-119, deren Heimatbasis bei Toul (Frankreich) sich noch im Ausbau befand.
Die Bundeswehr übernahm den Stützpunkt 1958 und verlegte die Offizierschule der Luftwaffe nach Neubiberg.
Anlässlich der Olympischen Sommerspiele 1972 in München baute die Bundeswehrverwaltung den Flugplatz aus zur Entlastung des Riemer Flughafens für den mit den Spielen verbundenen allgemeinen Luftverkehr. Für den entsprechenden Charterverkehr wurde der Fliegerhorst Fürstenfeldbruck umgebaut.
Um Platz für die neu gegründete Universität der Bundeswehr München zu schaffen, zog die Offizierschule 1977 auf den Fliegerhorst Fürstenfeldbruck um. Ebenfalls ab 1958 war das Lufttransportgeschwader 61 mit Douglas DC-3 (C-47) und Noratlas N 2501 bis 1971 hier stationiert, von 1971 bis 1977 die Fliegerhorstgruppe Neubiberg, die von der Fliegerhorststaffel Neubiberg abgelöst wurde, die bis 1991 bestand. Zwischen 1971 und 1973 war außerdem eine Fluglehrgruppe in Neubiberg tätig.
Bis Oktober 1998 wurde der Flugplatz von der Polizeihubschrauberstaffel Bayern genutzt, bevor diese zum Flughafen München im Erdinger Moos umzog. Ein weiterer Nutzer war bis 1997 der Fliegerclub München, dessen Flugbetrieb nach der Schließung von München-Oberwiesenfeld 1968 nach Neubiberg verlagert wurde und ursprünglich bereits Ende 1985 beendet werden sollte.

### Motorsport
Zwischen 1962 und 1974 wurde (nicht in jedem Jahr; 1970 war das 5. Rennen) zu wechselnden Terminen das Flugplatzrennen Neubiberg ausgetragen. Die Streckenlänge betrug um 5700 bzw. 5750 m und war homologiert für Tourenwagen, aber auch Sportwagen, Formel-2- und Formel-3-Rennwagen.
Es zählte nicht zu den Meisterschaftsläufen, war aber beliebt bei Amateurfahrern und lockte auch stark motorisierte Prototypen. und namhafte Fahrer an Rosi Mittermaier feierte hier 1970 den Sieg bei einem Prominentenrennen auf MAHAG-Formel V. Veranstalter war der A.C. Dachau unter Mitwirkung u. a. von Sepp Greger.

## Zwischenfälle
- Am 19. Februar 1947 verunglückte eine Douglas DC-3/C-47A der United States Air Force bei der Landung auf dem Flugplatz Neubiberg bei wechselnden Winden. Die Maschine (Luftfahrzeugkennzeichen 42-93723) wurde zerstört. Der einzige Passagier wurde getötet, die dreiköpfige Besatzung überlebte.[10][11]
- Am 22. November 1950 verunglückte eine Fairchild C-82A Packet der United States Air Force am Flugplatz Neubiberg. Die Maschine (45-57743) wurde zerstört.[12][13]

## Heutige Nutzung

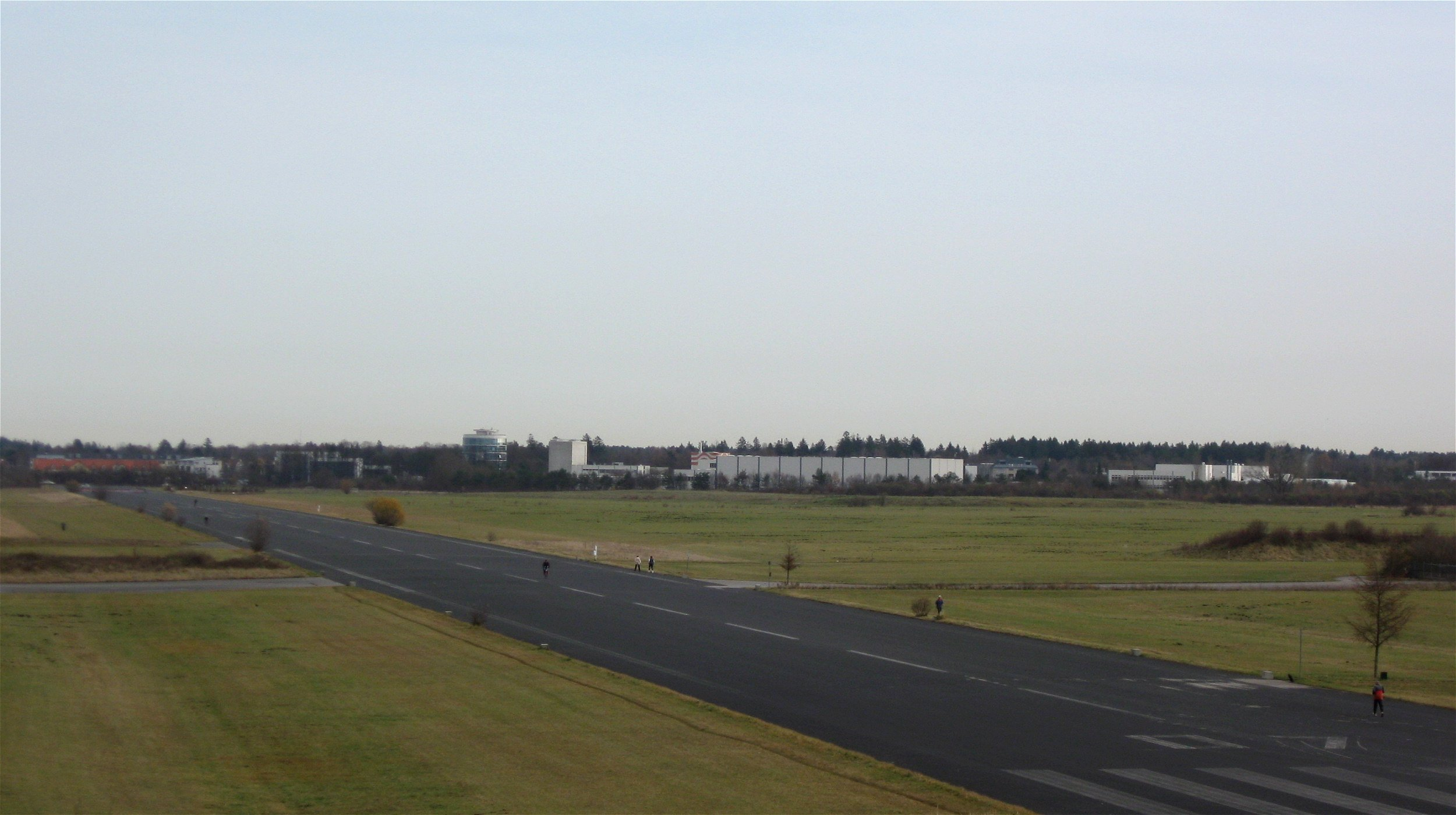
Ehemalige Start- und Landebahn im Landschaftspark Hachinger Tal, 2009

Auf dem südlichen Teil des Geländes ist der Landschaftspark Hachinger Tal entstanden. Die betonierte Start- und Landebahn ist weitgehend erhalten geblieben und Teil des Parks.
Am östlichen Ende der Bahn wurde der neue Friedhof der Gemeinde Neubiberg angelegt, eine Querung (Einhausung) der ehemaligen Startbahn für die Staatsstraße 2078 sowie einige Wohngebäude errichtet.
Der nördliche Teil des Geländes wird von der Universität der Bundeswehr genutzt, ist eingezäunt und kann nur über die Tore betreten werden.

## Persönlichkeiten, die zeitweise hier waren
- Dwight D. Eisenhower[14][15]
- Charles Lindbergh[16]